# Základní škola v Česku

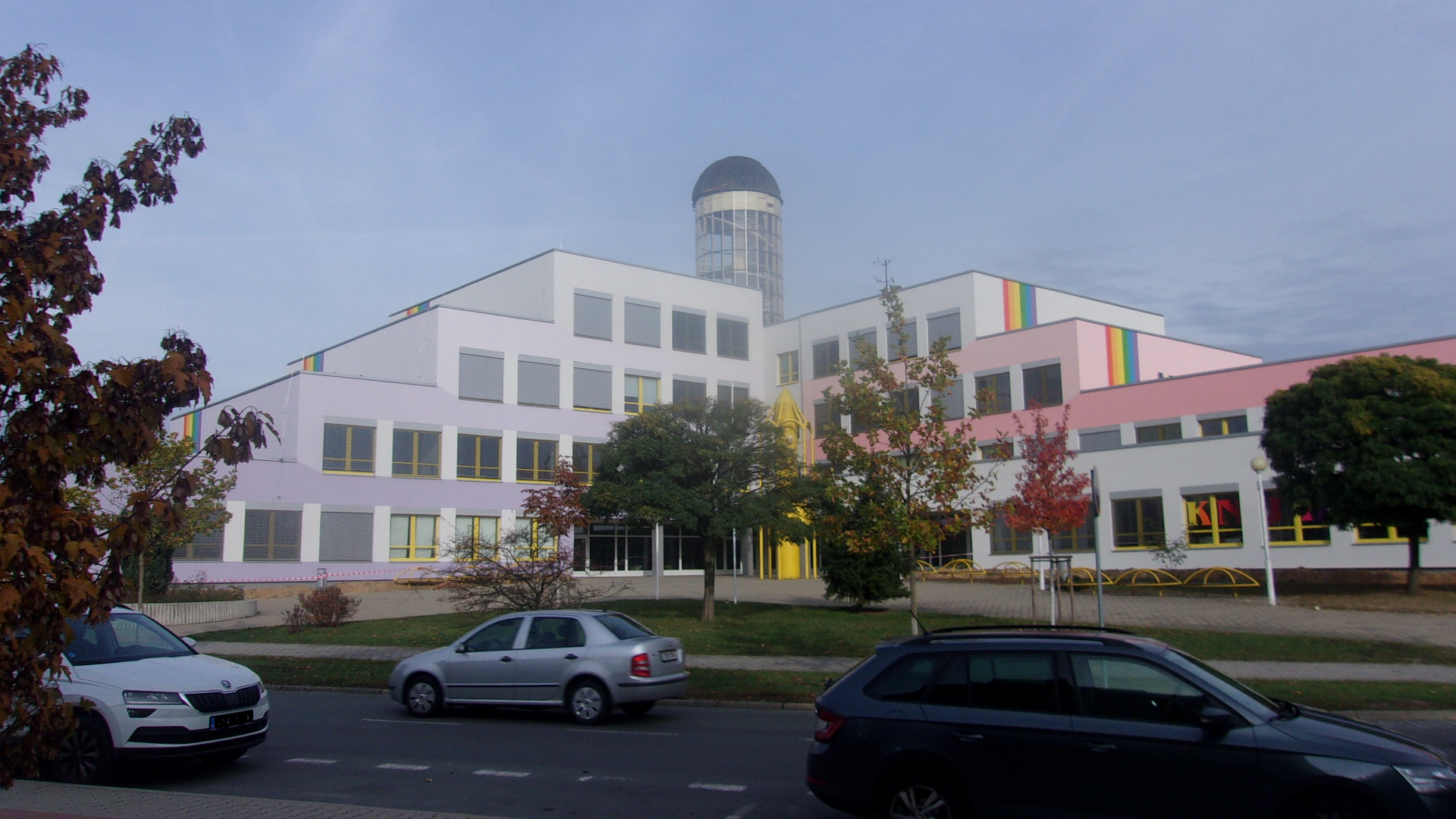
Základní škola v Mladé Boleslavi

Základní škola v Česku poskytuje formální vzdělávání v rámci primárního vzdělávání, vytváří vzdělávací systém srovnatelný se základními školami v zahraničí a odpovídá 1. a 2. stupni v mezinárodní klasifikaci ISCED. Žáci zahajují povinnou školní docházku nástupem do 1. třídy základní školy ve věku 6 let. Od roku 1995 má základní škola povinně 9 ročníků, které jsou rozděleny na dva mezinárodně uznávané na sebe navazující stupně: 1. stupeň (1. až 5. ročník, který odpovídá 1. stupni ISCED) a 2. stupeň (6. až 9. ročník, který odpovídá 2. stupni ISCED). Na prvním stupni většinou vyučuje všechny předměty jeden učitel, na druhém stupni mají různé předměty různé učitele s příslušnou aprobací. Obecným cílem základní školy je poskytovat žákům takové základy všeobecného vzdělání, které je připraví pro vstup do různých typů středních škol.

## Charakteristika
Základní škola v České republice zajišťuje primární vzdělávání pro žáky ve věku 6 až 15 let. Je rozdělena na 1. stupeň (1. až 5. třída, tj. ISCED úrovně 1) a druhý stupeň (6. až 9. třída, tj. ISCED úrovně 2). Obor vzdělávání určuje na základě školského zákona svým nařízením vláda (kategorie A a B). Na základní škole není v ČR výuka rozlišována na obory, existují pouze základní školy speciální pro děti se zdravotním postižením.

## Historie

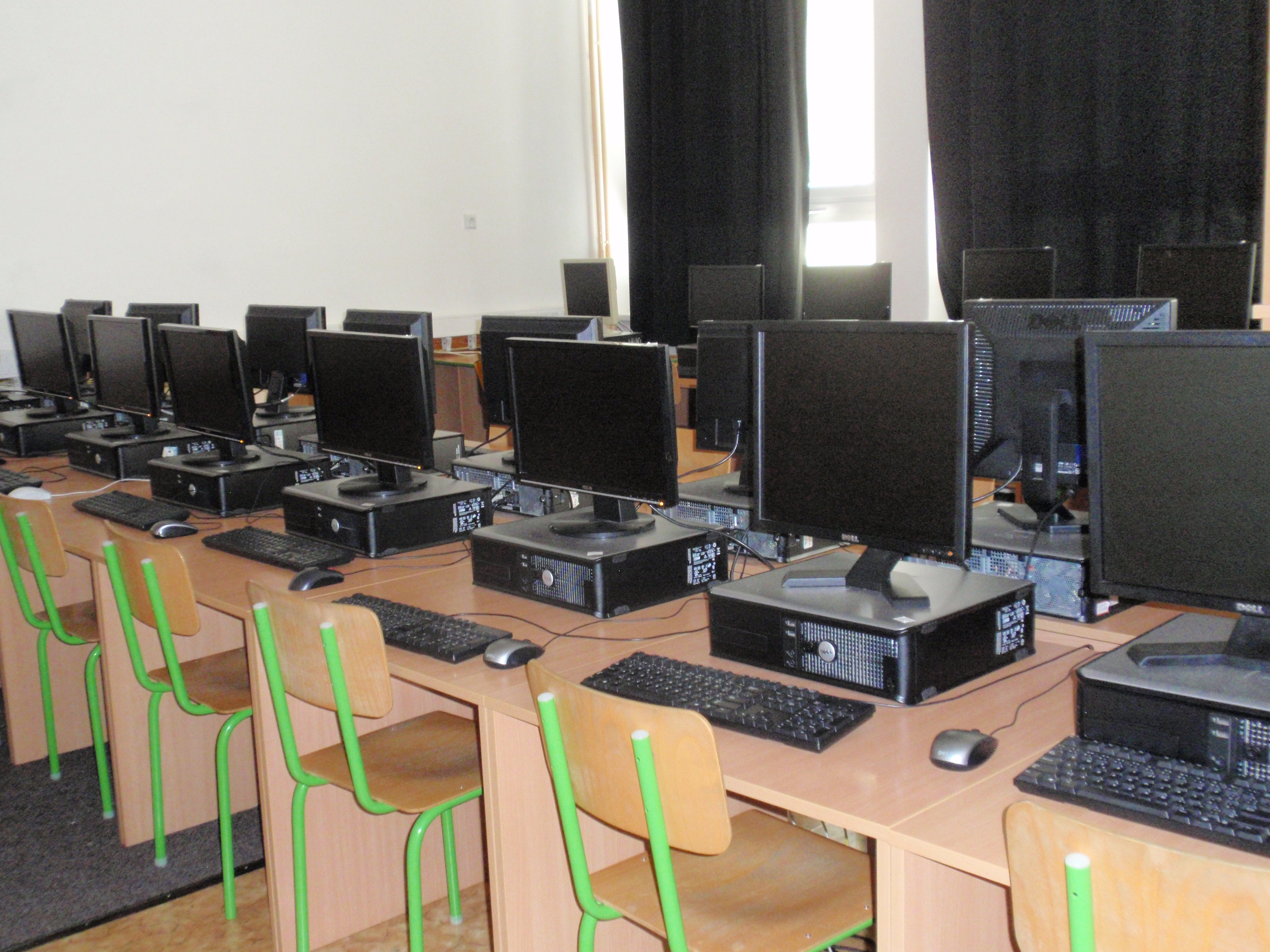
Počítačová učebna ZŠ V Rybníčkách

Základní škola poskytující povinné základní vzdělání měla v jednotlivých společenských formacích různé poslání a charakter. Ve feudální společnosti se jednalo o vzdělávání v klášterních a farních školách, které vznikaly již v průběhu 11. století. Toto vzdělání zahrnovalo vyučování náboženství, elementární vzdělání a vyučování latině. Vedle těchto škol vznikaly ve 12.–13. stol. pod vlivem rozvoje obchodu a řemesel školy městské.

### Rakousko-Uhersko
Podle školního řádu Marie Terezie z roku 1744 byla ustanovena všeobecná vzdělávací povinnost. Platila tehdy pro děti od 6 do 12 let, s výjimkou letního období, kdy děti na vesnici pomáhaly při polních pracích, a proto se nemusely školní docházky účastnit. Zřizované tři stupně elementárních škol zahrnovaly školy triviální, hlavní školy a školy s rozšířenou osnovu, při kterých se zřizovaly tzv. preparandy pro přípravu učitelů.
| Název                           | Místo         | Obsah vzdělání                                                                    |
| ------------------------------- | ------------- | --------------------------------------------------------------------------------- |
| Triviální (1–3třídní)           | Fara          | Čtení, psaní, počítání, náboženství, základy hospodaření a průmyslu               |
| Hlavní (3–4třídní)              | Krajské město | Jako ve škole triviální, navíc základy reálií a latiny, sloh, kreslení, geometrie |
| Normální (4třídní) + preparandy | Zemské město  | Stejné jako triviální školy, ale ve větším rozsahu                                |

#### Výuka na národních školách na Moravě před rokem 1869
V roce 1863 se nacházelo na Moravě v 874 katolických farních kuraciích (nejnižších církevních jednotkách) 11 hlavních škol, spojených s reálnými nižšími školami, 13 hlavních škol chlapeckých, 16 hlavních škol smíšených pro obě pohlaví, 3 hlavní školy dívčí, 3 školy triviální chlapecké, 20 triviálních škol dívčích, 1532 triviálních škol smíšených a 78 škol zatímních, tedy celkem 1676 katolických národních škol. V těchto uvedených školách se vyučovalo ve 473 německým jazykem, v 1117 školách jazykem českým a v 86 jazykem českým i německým. Při školách se nacházelo 69 škol industriálních, 15 škol živnostenských pro úředníky a 1628 škol opakovacích. V přiškolených obcích se nacházelo 3345 škol ve 2 632 293[ujasnit] domech.
V roce 1863 bylo u školního zápisu 244 776 žáků, z toho 122 337 chlapců katolického, 1082 evangelického a 690 židovského vyznáni, 119 155 děvčat katolického, 914 evangelického a 598 židovského vyznání; školu pak skutečně navštěvovalo 242 420 žáků (121 821 chlapců katolíků, 1010 chlapců evangelíků a 634 židovských chlapců, 117 527 děvčat katolických, 858 evangelických a 470 židovských); do opakovacích škol bylo zapsáno 123 369 žáků, z nichž 121 416 žáků školu skutečně navštěvovalo. Vedle toho se účastnilo výuky 39 žáků hluchoněmých, z toho 5 v ústavech a 20 mimoústavně, 12 slepých žáků, z toho 1 v ústavu a 10 mimo ústav.
Správu, dozor a výuku na všech uvedených školách obstarávalo: 83 okresních školních dozorců, 874 místních školních duchovních správců, 468 katechetů, 1591 učitelů, 818 podučitelů, 34 dívčích učitelek, 9 podučitelek, 85 industriálních učitelek, mimo 1 594 místních školních dozorců. V Brně a Olomouci se nacházely přípravny na obor učitelství, kde se v uvedeném roce nacházelo 31 duchovních a 304 světských budoucích učitelů. Školní budovu měla každá škola, z toho 1574 škol mělo budovu vlastní, 78 škol budovu pronajatou a 14 škol budovu propůjčenou zdarma. Co se stavu budov týče, 1255 školních budov se nacházelo v dobrém stavu, 301 školních budov bylo označeno za průměrné a 110 budov kvůli bídnému stavu za nevyhovující.
V celé Brněnské diecézi se nacházelo 178 školních knihoven s 16 916 svazky a sešity. Rozšiřovaly se vědomosti hospodářské a přibývalo škol s výukou štěpařství. V diecézi Brněnské se nacházelo při školách 517 štěpařských školek (zahrádek) s 98 226 sazenicemi, v arcidiecézi Olomoucké 410 štěpařských školek s 74 669 sazenicemi. Podpora včelařství a pěstování morušových stromků v rámci rozvoje hedvábnictví nacházela u učitelstva čím dál větší podporu.

#### Povinná školní osmiletá docházka
Na základě Hasnerova zákona byla roku 1869 v Rakousku, a tím i v Čechách, stanovena povinná osmiletá školní docházka, která byla dočasně nejdelší v Evropě. Byly zavedeny nové typy lidových škol (obecné, měšťanské), nové instituce pro vzdělávání učitelů (učitelské ústavy), vymezil se nový obsah vzdělání a povinnost školní docházky. Tuto povinnost si mohly venkovské děti splnit v osmileté obecné škole, děti městské v pětileté obecné škole a v tříleté na ni navazující škole měšťanské (dočasně existující osmileté školy měšťanské byly v roce 1883 zrušeny). Venkovské obecné školy jako školy malotřídní vyučovaly v jedné třídě zároveň děti několika ročníků (podmínkou fungování byla náročná organizace výuky a redukce učiva). Práci ztěžovaly vysoké počty žáků (i více než 100 v jedné třídě).
Novela z roku 1883 pak zkrátila ve školní docházce fakticky školní povinnost na šest let a redukovala cíle a obsah výuky. Úprava pojetí měšťanky (nově chápána i jako přípravka pro studium na odborných školách) vedla k zvýšení jejich počtu. 

### Československá republika
V nově vzniklém Československu byl roku 1922 malým školským zákonem převzat systém národní školy z Rakouska, pouze doplněný o nové předměty jako ruční práce pro chlapce, domácí nauka pro dívky, povinný tělocvik a občanskou nauku. Na základě práce V. Příhody, teorie Jednotné vnitřně diferencované základní školy, byly ve Zlíně na podnět T. Bati založeny v roce 1928 Masarykova pokusná diferencovaná měšťanská škola, budova od F. L. Gahury, a v roce 1938 Komenského pokusná diferencovaná měšťanská škola. V době po okupaci v roce 1939 byly školy přeměněny na reformní tzn. školy převádějící pokusy do praxe, po roce 1945 zůstala reformní pouze škola Komenského a v roce 1948 byly reformy ukončeny. Dalším významným podnětem byly výstavba Francouzských škol v Bílé ulici v Praze, budova od J. Gillara, navazující ve své části obecné školy terasami pro výuku spojenými s učebnami na aktuální nizozemské a francouzské ideje školy na volném vzduchu a použitím čtvercových, oboustranně osvětlených učeben poskytujících vědomě, i dle soudobých pramenů, šanci k alternativnímu uspořádání prostoru pro výuku (citát z časopisu Stavitel 2 (36) z roku 1935: „... u školy obecné, kde skutečně jest nutné, aby učitel měl po ruce všechny možnosti a všechny prostředky k docílení výsledků, kladených na moderní pedagogiku“).

### Vznik základních škol po roce 1948
V roce 1948 byla zákonem o jednotné škole obecná škola přejmenována na školu národní (6–11 let) a měšťanská škola sloučena s nižšími ročníky gymnasií do nově utvořené školy střední (11–15 let). V roce 1953 byl ale přejat sovětský model základního školství, sestávající v SSSR ze sedmileté (později, od roku 1958 osmileté) a desetileté středních škol. Dle tohoto vzoru byla v Československu zavedena a uzákoněna osmiletá střední škola (6–14 let) a jedenáctiletá střední škola (6–17 let), což znamenalo zkrácení povinné školní docházky o jeden rok a maturitního studia o další rok. V roce 1960 byla základní školní docházka postupně opět prodloužena na 9 let. Základní škola se tehdy na rozdíl od osmiletých škol nazývala základní devítiletá škola – ZDŠ. Devátá třída však byla postupně zrušena mezi léty 1976–1984, čímž došlo ke zkrácení základní školy na 8 ročníků. Povinná školní docházka byla přitom prodloužena na 10 let, tedy každý absolvent základní školy musel pokračovat ve studiu na gymnáziu, střední odborné škole nebo středním odborném učilišti .
V roce 1990 byla povinná desetiletá docházka zkrácena na 9 let a na základních školách zavedena zpět devátá třída, nejprve nepovinná, od roku 1995 povinná.

## Současnost
Docházka do základní školy je povinná (Školský zákon, paragraf 36). Základní školy mohou být zřizovány obcemi, státem, církví nebo mohou být soukromé. Docházení do státních a veřejných škol je bezplatné. (Školský zákon, paragraf 2.) Církevní a soukromé školy mohou vybírat od rodičů dětí školné.
Základní škola se v ČR dělí na dva stupně. První stupeň, primární, je tvořen 1. až 5. ročníkem; druhý, nižší sekundární, pak 6. až 9. ročníkem. (Do roku 1993 tvořil první stupeň 1. až 4. ročník a druhý stupeň 5. až 8. ročník.)
V roce ve školním roce 2015/2016 existovalo v České republice 4 115 základních škol, které navštěvovalo 880 251 dětí. Zatímco počet žáků je v zásadě stabilní, počet základních škol poklesl od roku 2006/2007 o 2 %.

## Organizace školního roku
Školní rok začíná 1. září a končí 30. června následujícího roku. Dělí se na dvě pololetí a prázdniny.

### Pololetí
- 1. pololetí začíná 1. září a končí 31. ledna následujícího roku.
- 2. pololetí začíná 1. února a končí 30. června.

Jednotlivá pololetí se dělí na čtvrtletí. První čtvrtletí končí 15. listopadu, třetí 15. dubna.

### Prázdniny
- Viz článek Prázdniny – hlavní prázdniny začínají 1. července a končí 31. srpna.

## Zahájení školní docházky
Děti jsou do školy přijímány při tzv. zápisu. Jedná se o dva konkrétní dny v dubnu. Znění tohoto ustanovení je účinné až od 1. ledna 2017, kdy se v § 36 odst. 4 školského zákona původní slova „15. ledna do 15. února“ nahrazují slovy „1. dubna do 30. dubna“. Přesný termín stanovuje ředitel školy. K zápisu se dostaví rodiče s dětmi, které k 1. září příslušného roku již dosáhnou věku 6 let. Tuto povinnost stanovuje rodičům zákon a platí i pro cizí státní příslušníky, kteří pobývají na území ČR (včetně uprchlíků a žadatelů o azyl).
Každá škola má určenou tzv. spádovou oblast – seznam ulic, ze kterých je povinna přijmout každého žáka. Jestliže kapacita školy není naplněna, může ředitel školy přijímat žáky s bydlištěm mimo spádovou oblast. Rodiče si tak mohou pro své dítě vybrat jakoukoli školu, která není naplněna.

### Průběh zápisu
V určený den se rodič (zákonný zástupce) dostaví do školy. Kromě dítěte ještě s sebou musí mít průkaz totožnosti a rodný list dítěte. Vyplní zápisní lístek a je seznámen s podmínkami, za kterých může požádat pro své dítě o odklad. Budoucí prvňáček pak absolvuje krátké testování, jehož účelem je zjistit, zda jsou jeho schopnosti rozvinuty natolik, aby byl schopen ve škole pracovat (jemná motorika, obratnost, soustředění, slovní zásoba, výslovnost, rozpoznávání tvarů, barev …) – tyto schopnosti jsou označovány souhrnným pojmem školní zralost. Většinou to má formu zábavné procházky po škole, kde na jednotlivých stanovištích plní různé úkoly (tady jsou školy hodně vynalézavé). Na závěr dostane pamětní list a nějaký dárek zhotovený staršími žáky. Ředitel školy vyhotoví „Rozhodnutí o přijetí ke školnímu vzdělávání“ a zašle ho rodičům dítěte. Rozhodnutí o přijetí neupírá rodičům právo žádat pro své dítě odklad.
Dítě by mělo při nástupu do první třídy znát své jméno i adresu bydliště, svůj věk, jméno a věk rodičů. Mělo by ovládat barvy, geometrické tvary, čísla od 1 do 10, zvířata, rostliny, části těla, roční období, dny v týdnu, měsíce v roce. Ovládá jemnou motoriku, pozná rub a líc, orientuje se v prostoru a pozná denní dobu. Pozná akusticky podobná slova, umí rozlišit význam shodných slov.

### Odklad školní docházky
Pokud dítě není dostatečně zralé, může mu být zahájení docházky odloženo o rok (případně při dalším zápise po roce je možný odklad ještě o další rok). O odklad žádají rodiče ředitele školy v takovém termínu, aby žádost mohla být vyřízena do zahájení školního roku. K žádosti je třeba přiložit zprávu od dětského lékaře a posudek z pedagogicko-psychologické poradny, ve kterých je odklad doporučen. Ředitel na jejich základě rozhodne o odkladu zahájení školní docházky o 1 rok. Bez tohoto „Rozhodnutí o odkladu“ není možné, aby šestileté dítě chodilo do školky.
O dodatečný odklad školní docházky mohou rodiče požádat tehdy, když se v průběhu 1. pololetí první třídy projeví školní nezralost dítěte. Postup je obdobný jako u odkladu.

## Hodnocení výsledků vzdělávání
Většina škol k hodnocení výsledků vzdělávání používá pětistupňovou číselnou škálu, kde číslo 1 vyjadřuje nejlepší hodnocení. V malé míře se používá slovní hodnocení, které má lepší vypovídací schopnost, ale je náročné na zpracování učitelem (nemá-li sklouznout do frází), kromě toho většina rodičů si přeje hodnotit žáky „klasicky“ známkami. Hodnocení je průběžné a na konci každého pololetí je žákům vydáno souhrnné hodnocení – vysvědčení, na němž jsou uvedeny známky z jednotlivých absolvovaných předmětů. Pokud je žák hodnocen na konci druhého pololetí z nějakého předmětu stupněm 5, musí úspěšně absolvovat na konci prázdnin přezkoušení, jinak nemůže postoupit do vyššího ročníku či odejít na střední školu. Má-li více než dvě hodnocení stupněm 5, přezkoušení se nekoná a opakuje ročník automaticky.

### Hodnocení na 1. stupni
Jsou používána čísla 1 až 5, kde 5 znamená neprospěl, tedy že žák nemůže pokračovat po prázdninách ve vyšším ročníku. Takový žák musí ročník opakovat, přičemž opakováním ročníku nedochází k prodloužení délky povinné školní docházky (žák tedy může ze školy vyjít už třeba v sedmém ročníku). Je-li opakování ročníku častější, zvažuje se přeřazení žáka do zvláštní školy. Na základě psychologického posudku, který diagnostikuje silné poruchy učení nebo mentální postižení, může být žák do zvláštní školy zařazen již od 1. ročníku.

### Hodnocení na 2. stupni
K hodnocení na druhém stupni jsou používány tyto tři varianty:
- Číselné — 1 (nejlepší) — 5 (nejhorší; na vysvědčení má za následek přezkoušení a případné opakování ročníku)
- Procentuální — Záleží na rozhodnutí školy a zřizovatele. 100% = maximum, 0% = minimum. Převádí se na číselné hodnocení, popřípadě na slovní.
- Slovní
  - výborně – odpovídá hodnocení 1
  - chvalitebně – odpovídá hodnocení 2
  - dobře – odpovídá hodnocení 3
  - dostatečně – odpovídá hodnocení 4
  - nedostatečně – odpovídá hodnocení 5, tedy opakování ročníku

## Struktura školy
V čele základní školy stojí ředitel, který má jednoho nebo více zástupců. Ředitel je vybírán ve výběrovém řízení za účasti zřizovatele (u veřejných škol obec nebo kraj) a jednotlivých učitelů.
Kvalifikací učitele prvního stupně je pedagogická fakulta příslušné univerzity, pětileté magisterské studium. Takto kvalifikovaný učitel učí zpravidla všechny vyučovací předměty, které na prvním stupni žáci určité třídy mají a vykonává zároveň v této třídě i funkci třídního učitele. Kvalifikací učitele druhého stupně je též pedagogická fakulta (např. Pedagogická fakulta Univerzity Karlovy připravuje učitele všech aprobací kromě Z a F) nebo fakulta jiná, která má akreditováno učitelství pro základní školy příslušné aprobace (např. Matematicko-fyzikální fakulta Univerzity Karlovy připravuje učitele aprobace M-F pro 2. stupeň). Vyučované předměty jsou dány jeho aprobací, zpravidla jde o dva předměty (např. matematika a fyzika). Tyto předměty vyučuje v různých třídách, v některé může vykonávat i funkci třídního učitele. Učitel je placen zřizovatelem, ve skutečnosti ovšem státem, protože kraj či obec dostávají na platy učitelů přesně napočítané příspěvky ze státního rozpočtu. Platy učitelů se řídí tabulkami pro platy státních zaměstnanců, 11. a 12. platová třída, ředitel má zpravidla 13. platovou třídu.
Velké školy, které mají několik desítek, popř. i set žáků v jednom ročníku, mají v každém ročníku několik tříd. Třídy jsou označovány číslicí označující pořadí ročníku a velkým písmenem latinské abecedy (např. 9.B). Naopak školy, které mají velmi malé množství žáků (méně než 15 v ročníku), musí požádat MŠMT o výjimku. Bez této výjimky je škola uzavřena. Výjimka bývá udělována u vesnických škol, kde by dojíždění žáků do nejbližší větší školy bylo přílišnou zátěží. Většinou je výjimka udělována jen na první stupeň. Pokud škola výjimku dostane, zpravidla spojují několik ročníků do jedné třídy.
Kromě úplných základních škol s prvním, primárním, a druhým, nižším sekundárním stupněm, se v současnosti s úbytkem žáků rozšiřují i základní školy obsahující jen první stupeň, primární, stejně jako v mnoha zemích Evropy, malotřídky (dochází ke spojování dvou ročníků do jedné třídy) a velmi řídce existující jednotřídky (všechny ročníky jsou spojeny do jedné třídy). Malotřídky a zejména jednotřídky poskytují někdy nižší kvalitu výuky, může jít o problém metodického zvládnutí výuky, neboť princip vzdělávání věkově heterogenních skupin je základem pedagogiky podle Jenského plánu, školy tohoto typu jsou v současnosti stále oblíbenější v Nizozemsku a v Německu.
Jeden z učitelů na škole působí též jako výchovný poradce, dalšími speciálními kompetencemi jsou protidrogová prevence a poradce pro ekologickou výchovu. Dále je na škole zaměstnán školník, kuchaři, uklízečky a v některých případech též psycholog.
Na některých školách jsou sportovní třídy, kde mají žáci více hodin tělocviku, a také třídy pro žáky se specifickými poruchami učení.

## Ukončení školy
Základní škola není ukončována žádnou zvláštní zkouškou. Po ukončení prvního stupně může dítě pokračovat ve studiu na osmiletém gymnáziu, složí-li úspěšně přijímací zkoušky. Do roku 2000, popř. 2001 byla tato gymnázia sedmiletá (odpovídá to období nepovinné deváté třídy na základních školách). Úspěšný absolvent sedmé třídy může obdobně nastoupit po složení přijímacích zkoušek na šestileté gymnázium. Na konci deváté třídy podávají žáci přihlášky na střední školy, střední odborná učiliště, gymnázia nebo konzervatoře.

## Typy základních škol
V České republice jsou základní školy rozděleny podle školského zákona rozděleny na dva typy a to na:

### Základní škola speciální
Určena pro žáky se středně těžkým a těžkým mentálním postižením, se souběžným postižením více vadami a s autismem

### Základní škola
Ta není dále školským zákonem nijak dělena, existuje ale několik typů, které nejsou školským zákonem nijak definovány.

#### Jazyková
Na každé škole v České republice se povinně vyučuje anglický nebo německý jazyk. Jazykové školy mají jazykovou výuku rozšířenou a krom anglického a německého jazyka učí více jazyků. Mnohdy na takových školách učí rodilý mluvčí.

#### Sportovní
Na sportovních školách v rozvrhu převažují sportovní aktivity, tělovýchova. Ostatní předměty se vyučují na stejné úrovni jako na jiných školách. Střední školu si tedy dále děti mohou volit podle svého výběru. Varianta sportovní školy je nejvhodnější pro děti, které se již nějakému sportu věnují, a také pro ty, které jsou sportovně nadané.

#### Soukromá
Stejně jako předchozí typy škol i soukromé školy mohou být více zaměřeny konkrétním směrem. Mohou být ale i klasické. Rozdíl by zde měl být především v kvalitě výuky, kvalitě pedagogů a přístupu k žákům, který bývá více individuální. Na soukromých školách se hradí školné. 

#### Montessori
Školy Montessori se řídí pedagogikou podle Marie Montessori. Kromě základních škol ji můžeme najít také na mateřských školách a v některých zájmových kroužcích. Tento typ pedagogiky stojí na tom, že dítě se učí podle svých vrozených schopností a dovednost a hlavně tak, aby ho to bavilo. Učitelé dohlížejí a pomáhají, nejsou autoritou, která dětem něco nařizuje nebo přikazuje. Typická je i absence chvály a trestu, dítě si za své chování nese následky samo.

#### Waldorfská
Waldorfská škola (waldorfská pedagogika) je alternativní výchovně vzdělávací program, vycházející z pedagogických zásad formulovaných rakouským filosofem, esoterikem a sociálním myslitelem Rudolfem Steinerem (1861–1925). Waldorfská pedagogika se snaží integrovaně rozvíjet jak intelektuální schopnosti žáků, tak jejich praktické/manuální dovednosti, stejně jako jejich umělecké vlohy. Waldorfský učitel by měl pohlížet na dítě jako na duchovní bytost, která přichází na svět nadána možností všestranného vývoje. Jeho úkolem je pěstovat toto nadání a vést dítě k tomu, aby bylo schopno jednou převzít výchovu sebe sama.

#### Domácí
V domácím vzdělávání vyučují dítě jeho rodiče, nebo rodiči delegovaný. Vychází z nejpřirozenější výuky v rámci rodinné komunity. Rodič dítě nahlásí ve škole, ale vyučuje ho doma a forma vzdělávání závisí na něm. Do školy dochází pouze na přezkoušení.